# George Tomasini
George Tomasini (* 20. April 1909 in Springfield, Massachusetts, USA; † 22. November 1964 in Hanford, Kalifornien) war ein US-amerikanischer Filmeditor.
Er war für den Filmschnitt von mehr als 20 Filmen verantwortlich, darunter neunmal in elf Jahren für Alfred Hitchcock.
Für seine Arbeit an Der unsichtbare Dritte war er 1960 für den Oscar nominiert. Tomasini starb 1964 an Herzinsuffizienz. Seit 1947 war er bis zu seinem Tod mit der Schauspielerin Mary Brian verheiratet.

## Filmografie (Auswahl)
- 1947: Rauhe Ernte (Wild Harvest)
- 1951: Benjy (Dokumentar-Kurzfilm)
- 1953: Stalag 17 (Stalag 17)
- 1953: Houdini, der König des Varieté (Houdini) (Houdini)
- 1954: Das Fenster zum Hof (Rear Window)
- 1954: Elefantenpfad (Elephant Walk)
- 1955: Über den Dächern von Nizza (To Catch a Thief)
- 1956: Der Mann, der zuviel wußte (The Man Who Knew Too Much)
- 1956: Der falsche Mann (The Wrong Man)
- 1958: Vertigo – Aus dem Reich der Toten (Vertigo)
- 1959: Der unsichtbare Dritte (North by Northwest)
- 1960: Psycho (Psycho)
- 1960: Die Zeitmaschine (The Time Machine)
- 1961: Misfits – Nicht gesellschaftsfähig (The Misfits)
- 1963: Die Vögel (The Birds)
- 1963: Der mysteriöse Dr. Lao (The Seven Faces of Dr. Lao)
- 1964: Marnie (Marnie)
- 1965: Erster Sieg (In Harm's Way)